# Wissam Tarif
Como intelectual y activista, Wissám Kassem Taríf (nacido el 10 de abril de 1975) ha jugado un papel clave en el campo de la lucha a favor de la Democracia y de los Derechos Humanos tanto en Siria como en el Líbano. Actualmente Director de una influyente organización de Derechos Humanos en Oriente Medio, el Sr Taríf sigue abogándo con este fin a favor de una apertura democrática a nivel regional e internacional, centrando su labor sobre todo en Siria, Irán y Arabia Saudí. 

## Los primeros años
Nacido en la pintoresca e histórica ciudad libanesa de Zahle, en árabe زحلة, en el Valle de la Beká, el Sr Taríf y su familia provienen de un pequeño pueblo de montaña cercano llamado Karaoun (prounciado Karaún) , a las orillas de la Presa del Río Litani. Conocida por su valentía personal cuando el pueblo fue ocupado por el ejército invasor (es notorio que la casa de los Taríf fue la primera en ser intencionadamente destrozada) la familia es respetada por su forma independiente de pensar, sobre todo en un país construido constitucionalmente sobre los cimientos de los intereses sectarios. 
"A los 12 años de edad, mi amigo Yud fue atropellado por un tanque militar. Su carne me salpicó y me cubrió. Aún me sabe la boca a su cuerpo quemado cuando rememoro el incidente. Fue algo que me cambió la vida, me hizo consciente del valor del ser humano, de ser persona,” dice Taríf. 

## América del Sur
Tras haber crecido entre los sonidos, los olores y la tragedia de un conflicto continuo a lo largo de toda una vida, Wissám Taríf fue enviado por sus padres a los 13 años para unirse con sus hermanos en América del Sur (Paraguay y Argentina). No obstante, desde una temprana edad asumió un fuerte sentido de responsabilidad hacia sí mismo y hacia los demás.

## El retorno a Beirut y la ida a Siria
Involucrándose en las instituciones de la sociedad civil en Beirut, el Sr Taríf comenzó trabajando en Greenpeace, desde donde pudo empezar a comprender las preocupaciones regionales reflejadas en los ciudadanos de a pie. Inicialmente hizo su debut en las páginas de opinión y análisis de prestigiosos diarios de Oriente Medio, como es An-Nahar. Pronto llegó a la atención de numerosos políticos e intelectuales en Líbano (como fue, por ejemplo, el caso del renombrado Samir Kassir, con quien se establecieron lazos de una amistad cálida y cercana). Taríf se convirtió en parte integral de la vida intelectual de Beirut. Sin embargo, ansioso de seguir contribuyéndo hacia el desarrollo de la Democracia y los Derechos Humanos en Oriente Medio, Taríf se trasladó más tarde a Damasco, la capital de Siria, donde estableció un centro cultural.
En vía paralela a estos acontecimientos de su vida, el Sr Taríf fue un importante propulsor de las ideas de las fuerzas de la Oposición dentro de Siria. Colaboró estrechamente con el bien conocido artista, disidente político, prisionero de conciencia  y líder de los Derechos Humanos en Siria, el Sr Kamal Labwani (condenado a un total de más de 15 años de prisión por sus ideas democratizadoras), ayudando a establecer la Unión Democrática Liberal. Taríf luchó por defender los valores e ideas de un movimiento conocido como La Primavera de Damasco, que floreció tras la llegada al poder del entonces nuevo Presidente de Siria, Bachar al-Asad. Lamentablemente, la esperanza de aquellos primeros días desapareció con la súbita detención y encarcelamiento de casi todas las voces libertadoras que entonces clamaban la Democracia en voz alta.

## La lucha por la Democracia
Desde entonces, Taríf ha logrado una continuada campaña a favor de la democratización de Siria, el Líbano y del Oriente Medio. Valorado por un intégro conocimiento político y estratégico de la región a través de sus artículos, se ha dado a conocer no sólo entre políticos y diplomáticos en el Líbano y Siria, sino también entre los intelectuales, los comunicadores y pensadores de la zona. Taríf fue interrogado en 17 distintas ocasiones por la policía secreta siria, y ha sufrido varios atentados contra su vida.
Sin dejarse intimidar, y como Director de la Fundación para la Defensa de los Prisioneros de Conciencia (FDPOC), Taríf persevera en su labor.

## La Fundación para la Defensa de los Prisioneros de Conciencia (FDPOC) y su sucesora: INSAN
FDPOC , organización ahora reemplazada por la nueva ONG llamada INSAN ()que significa ´humano´ en árabe - más información abajo)se dedicaba especialmente a hacer un seguimiento en defensa de los derechos humanos en Siria, Irán y Arabia Saudita en particular, aunque también estaba presente en ámbitos internacionales. La FDPOC así garantizaba que el resto del mundo estuviese al tanto de las violaciones de los derechos de las personas, hechos que las autoridades de aquellos países hubiesen preferido mantener en el más estricto secreto. A la vez, la FDPOC, como organización y su Junta Ejecutiva también realizaron actividades a nivel internacional.
Coherente con su visión global para el futuro, Wissam Tarif propició que FDPOC, sin embargo, tomase una importantísima decisión estratégica en 2009, que fue la de trasladar su sede y organización a Europa, manteniendo, sin embargo, a su red de activistas y el personal in situ en Oriente Medio. Esta reestructuración, bajo el nuevo nombre de INSAN ()ha hecho que INSAN esté oficial y legalmente inscrita en España, continuando de esta forma la labor previamente asumida por FDPOC pero expandiéndose a la vez, no sólo geográficamente (al cubrir ahora todo el territorio de Oriente Medio y el Norte de África), sino en otros sentidos. Este más amplio enfoque de INSAN, presta especial atención a los derechos humanos, pero también abarca los campos de la democracia y el desarrollo a lo largo de ésta extensa región. Fue en este más amplio contexto (y para facilitar su trabajo de campaña y de activismo sobre el terreno), que las oficinas de la Organización fueron trasladadas a España. Como país, España ofrece a INSAN no sólo una cercanía geográfica a su zona de enfoque (facilitando así en términos logísticos una gran ventaja al momento de desempeñar sus labores de campaña), sino también histórica con respecto al mundo árabe. Situada a dos pasos del norte de África, y dentro de un marco de referencia democrático en lo que a las libertades de las personas se refiere, INSAN, ya bien establecida, goza de un centro de operaciones eficaz e influyente al alcance de Bruselas y el Parlamento Europeo.
Actualmente, Wissam Tarif ejerce de Director Ejecutivo de INSAN.